# Pinega
Pinega (russisk: Пинега, tr. Pinega) er en biflod til Nordlige Dvina, i Arkhangelsk oblast i Rusland.Beloj i Tjornoj
Pinega har sine kilder i den østlige del af Arkhangelsk oblast på 135 moh ved sammenløbet af vandløbene Beloj reka (~ Den hvide flod) og Tjornoj reka (~ Den sorte flod). Derefter løber den i en bred dal i hovedsagelig nordvestlig retning gennem taigaen i det nordrussiske lavland, og drejer på de sidste omkring 100 km i sydvestlig retning og udmunder ved landsbyen Ust-Pinega i Nordlige Dvinas nedre løb, på 1 moh, 160 km fra Hvidehavet.
Pinega er 779 km lang, og har et afvandingsområde på 42.600 km². Ved mundingen er den gennemsnitlige vandføring 430 m³/s (minimum i marts, maksimum i maj med over 1.700 m³/s). Omkring 120 km fra mundingen, ved byen Pinega, passerer floden kun få kilometer fra floden Kuloj som udmunder i Mesenbugten. De to floder var tidligere knyttet sammen via Kuloj-Pinega kanalen, der siden anlæggelsen af landevejen fra Arkhangelsk over Pinega til Mesen har været lukket. I det nedre løb er Pinega omkring 400 m bred og to meter dyb, og bevæger sig med en hastighed af 0,7 m/s. På de sidste ti kilometer før mundingen bliver dalen smallere, og flodens bredde er her kun 200 meter mens dybden vokser til op til ti meter. De vigtigste bifloder er fra venstre Vyja, Jula og Poksjenga, fra højre Ilesja og Jezjuga.
Pinega er frosset til fra månedsskiftet oktober/november til april/maj. Floden er sejlbar på en strækning af over 580 kilometer.